# وليام تيمونز
وليام تيمونز (بالإنجليزية: William Timmons)‏ هو سياسي أمريكي عضو في الحزب الجمهوري ولد في 30 أبريل 1984.